# Gladiolus dalenii
Gladiolus dalenii es una de las especies de gladiolos más ampliamente distribuidas, que se encuentran desde el este de Sudáfrica y Madagascar a través de África tropical y en el oeste de Arabia. Se trata de las principales especies parentales de los híbridos. Esta especie también es inusual en su género en incluir diploide, tetraploide y hexaploides. Los híbridos producidos con ella a menudo son tetraploides.

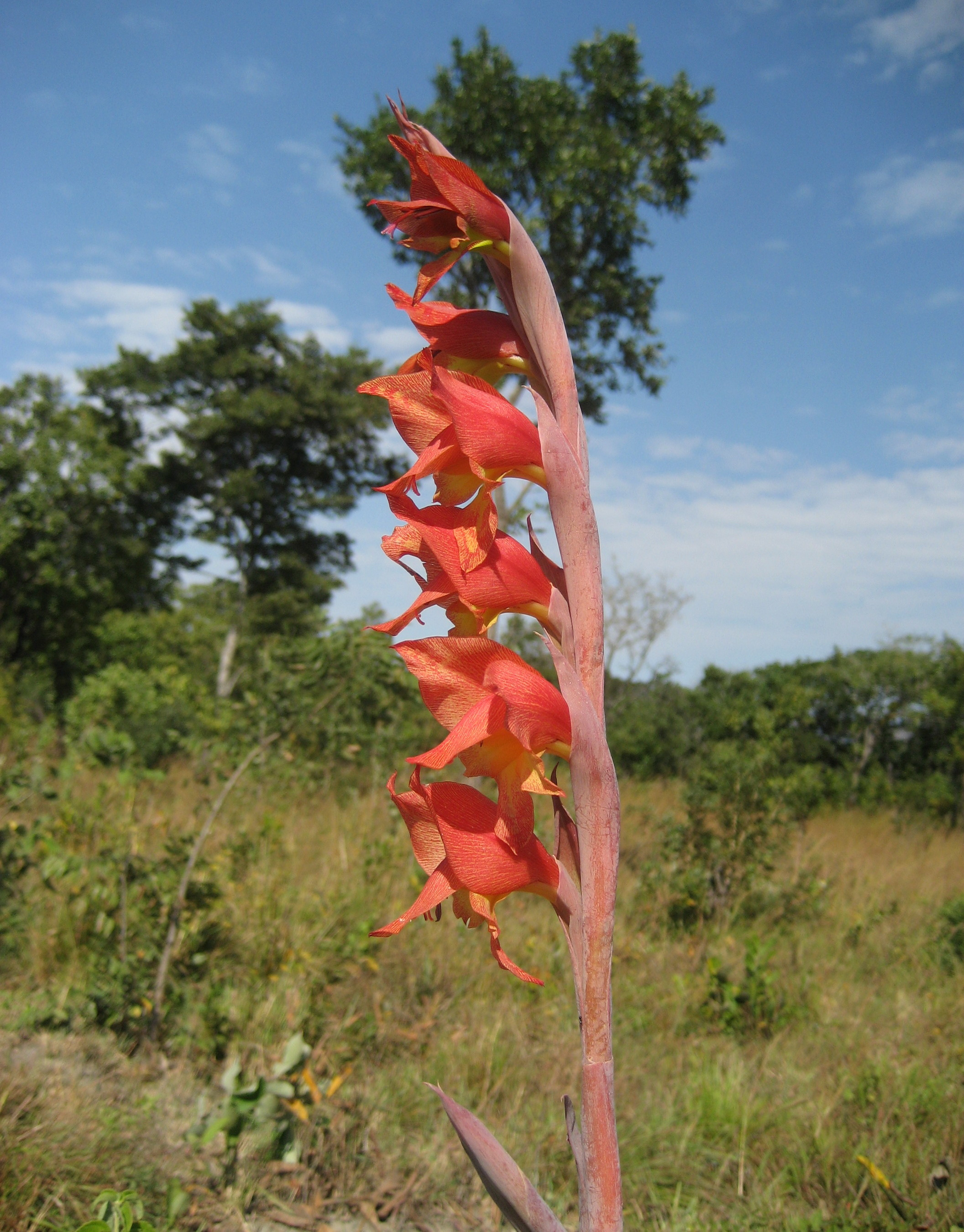
Inflorescencia

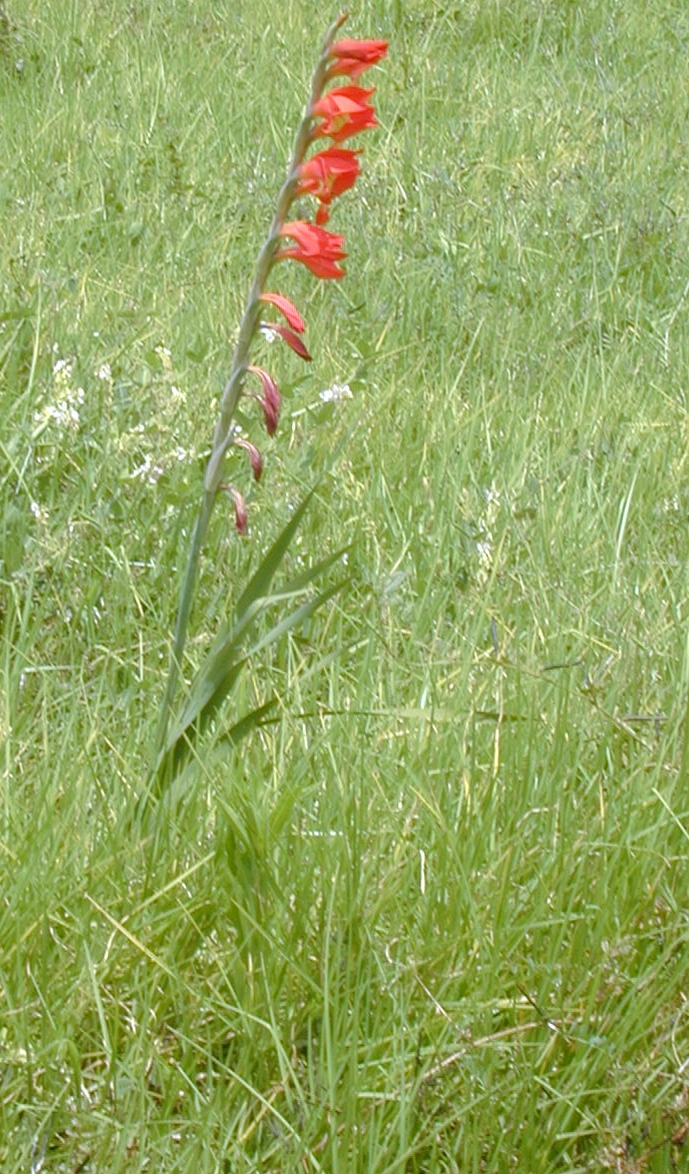
Hábitat

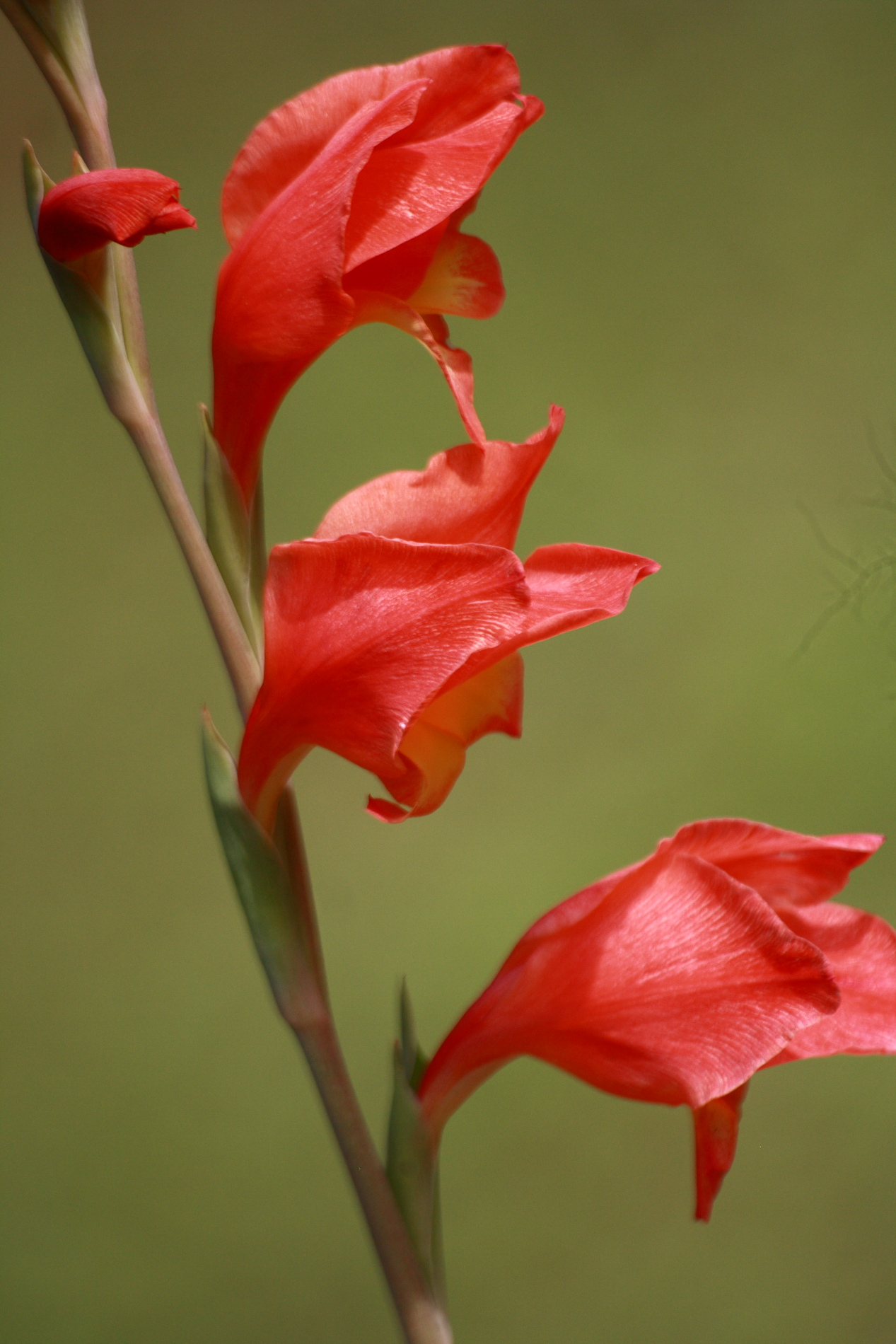
Detalle de las flores

## Descripción
Produce cinco altas espigas de flores de color amarillo con flores rojas, a menudo con rayas de color rojo sobre un color de fondo amarillo, en general, con la garganta amarilla.

## Cultivo
Prefiere una luz neutra al suelo arenoso ligeramente ácido con un pH entre 6,5 y 7 en una posición soleada y protegida y requiere un suelo franco arenoso pedregoso. 

## Taxonomía
Gladiolus dalenii fue descrita por Pierre Corneille Van Geel y publicado en Sertum Botanicum 1: unnumbered plate. 1828.
Etimología
Gladiolus: nombre genérico que se atribuye a Plinio y hace referencia, por un lado, a la forma de las hojas de estas plantas, similares a la espada romana denominada "gladius". Por otro lado, también se refiere al hecho de que en la época de los romanos la flor del gladiolo se entregaba a los gladiadores que triunfaban en la batalla; por eso, la flor es el símbolo de la victoria.
dalenii: epíteto
Variedades aceptadas
- Gladiolus dalenii subsp. andongensis (Baker) Goldblatt
- Gladiolus dalenii subsp. welwitschii (Baker) Goldblatt

Sinonimia
| - Antholyza laxiflora Baker - Antholyza schlechteri Baker - Bobartia natalensis (Regel) Klatt - Gladiolus adlami Baker - Gladiolus affinis De Wild. - Gladiolus angolensis Baker - Gladiolus anorthanthus Ingram - Gladiolus antholyzoides Baker - Gladiolus barnardii G.J.Lewis - Gladiolus boehmii Vaupel - Gladiolus brachylimbus Baker - Gladiolus buettneri Pax - Gladiolus caffensis Cufod. - Gladiolus calothyrsus Vaupel - Gladiolus coccineus L.Bolus - Gladiolus cooperi Baker - Gladiolus corneus Oliv. - Gladiolus dalenii subsp. dalenii - Gladiolus dracocephalus Hook.f. - Gladiolus fuscoviridis Baker - Gladiolus gallaensis Vaupel - Gladiolus garuanus Vaupel - Gladiolus hockii De Wild. - Gladiolus ignescens Bojer ex Baker - Gladiolus kilimandscharicus Pax ex Engl. - Gladiolus leichtlinii Baker | - Gladiolus leptophyllus L.Bolus - Gladiolus louwii L.Bolus - Gladiolus luembensis De Wild. - Gladiolus luteolus Klatt - Gladiolus magaliesmontanus F.Bolus - Gladiolus natalensis Reinw. ex Hook. - Gladiolus nebulicola Ingram - Gladiolus newii Baker - Gladiolus occidentalis A.Chev. - Gladiolus pageae L.Bolus - Gladiolus platyphyllus Baker - Gladiolus primulinus Baker - Gladiolus psittacinus Hook. - Gladiolus quartinianus A.Rich. - Gladiolus retrocurvus G.J.Lewis - Gladiolus saltatorum Baker - Gladiolus schimperianus Steud. ex Baker - Gladiolus splendidus Rendle - Gladiolus strictiflorus L.Bolus - Gladiolus sulphureus Baker ex Oliv. - Gladiolus taylorianus Rendle - Gladiolus tysonii Baker - Gladiolus vogtsii L.Bolus - Keitia natalensis Regel - Watsonia natalensis Eckl. |